# Lymantria aboleta
Lymantria aboleta este o specie de molii din genul Lymantria, familia Lymantriidae, descrisă de Otto Staudinger 1896 Conform Catalogue of Life specia Lymantria aboleta nu are subspecii cunoscute.